# Amin August
Amin „Tacos” August Jr. (ur. 16 sierpnia 1990 w Esperanzie) – belizeński piłkarz występujący na pozycji środkowego pomocnika, reprezentant kraju, obecnie zawodnik Belize Defence Force.
Piłkarzem był również jego ojciec Amin August Sr.

## Kariera klubowa
August pochodzi ze wsi Esperanza w dystrykcie Cayo. Początkowo występował w lokalnych młodzieżowych rozgrywkach w barwach zespołu Adventurers FC. W lidze belizeńskiej zadebiutował jako zawodnik Hankook Verdes, z którym wywalczył wicemistrzostwo Belize (2009 Spring). Następnie przeniósł się do San Ignacio United FC, by po pół roku odejść do stołecznego Police United FC. Asystentem trenera w tym zespole był jego ojciec, Amin August Sr. W Police United spędził kolejne siedem lat, zdobywając dwa tytuły mistrza Belize (2012/2013 Closing, 2015/2016 Opening) oraz trzy wicemistrzostwa Belize (2012/2013 Opening, 2013/2014 Closing, 2014/2015 Opening).
W sierpniu 2019, bezpośrednio po wycofaniu się Police United z ligi belizeńskiej, August zasilił klub Belize Defence Force FC.

## Kariera reprezentacyjna
We wrześniu 2008 August w barwach reprezentacji Belize U-20 wziął udział w środkowoamerykańskich kwalifikacjach do Mistrzostw CONCACAF. Jego zespół zanotował tam remis i dwie porażki, nie awansując na kontynentalny turniej.
W marcu 2010 August znalazł się w ogłoszonym przez Renana Couoha składzie reprezentacji Belize U-21 na kwalifikacje do Igrzysk Ameryki Środkowej i Karaibów w Mayagüez. Wystąpił wówczas w obydwóch meczach w pierwszym składzie, a jego drużyna wyeliminowała Nikaraguę (1:0, 1:2) i awansowała na igrzyska, lecz męski turniej piłkarski ostatecznie nie odbył się.
W styczniu 2011 August został powołany przez selekcjonera José de la Paza Herrerę do reprezentacji Belize na turniej Copa Centroamericana. Tam 18 stycznia w zremisowanym 1:1 meczu grupowym z Nikaraguą zadebiutował w seniorskiej drużynie narodowej. Był to jego jedyny występ w tych rozgrywkach, a Belizeńczycy odpadli z nich w fazie grupowej.